# Parafia św. Mikołaja w Nowotańcu

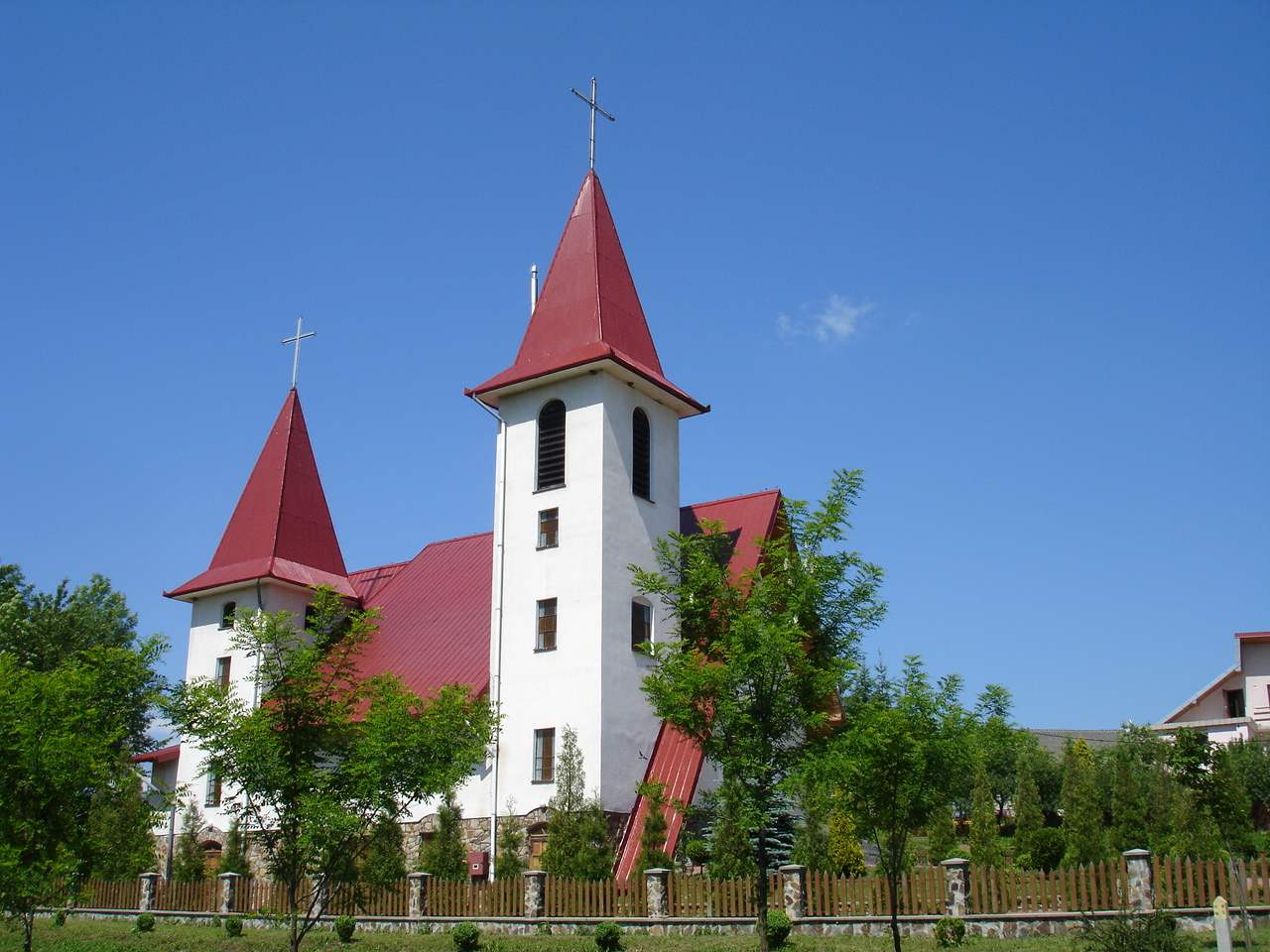
Kościół filialny pw. św. Michała Archanioła w Woli Sękowej

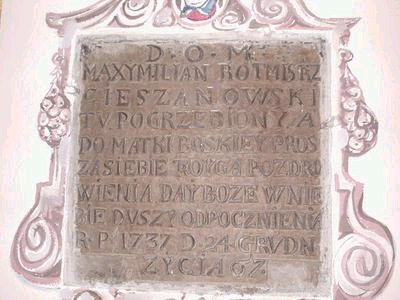
Epitafium rotmistrza Maksymiliana Cieszanowskiego, z 1737, odnalezione podczas prac archeologicznych

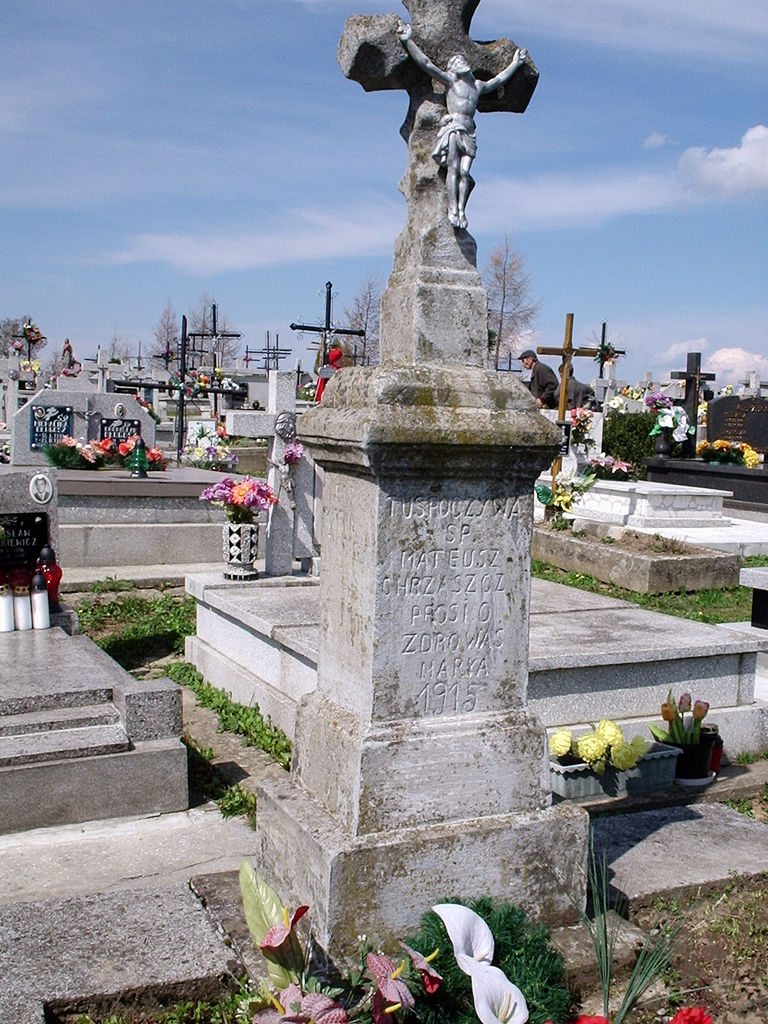
Cmentarz parafialny w Nowotańcu, stare nagrobki

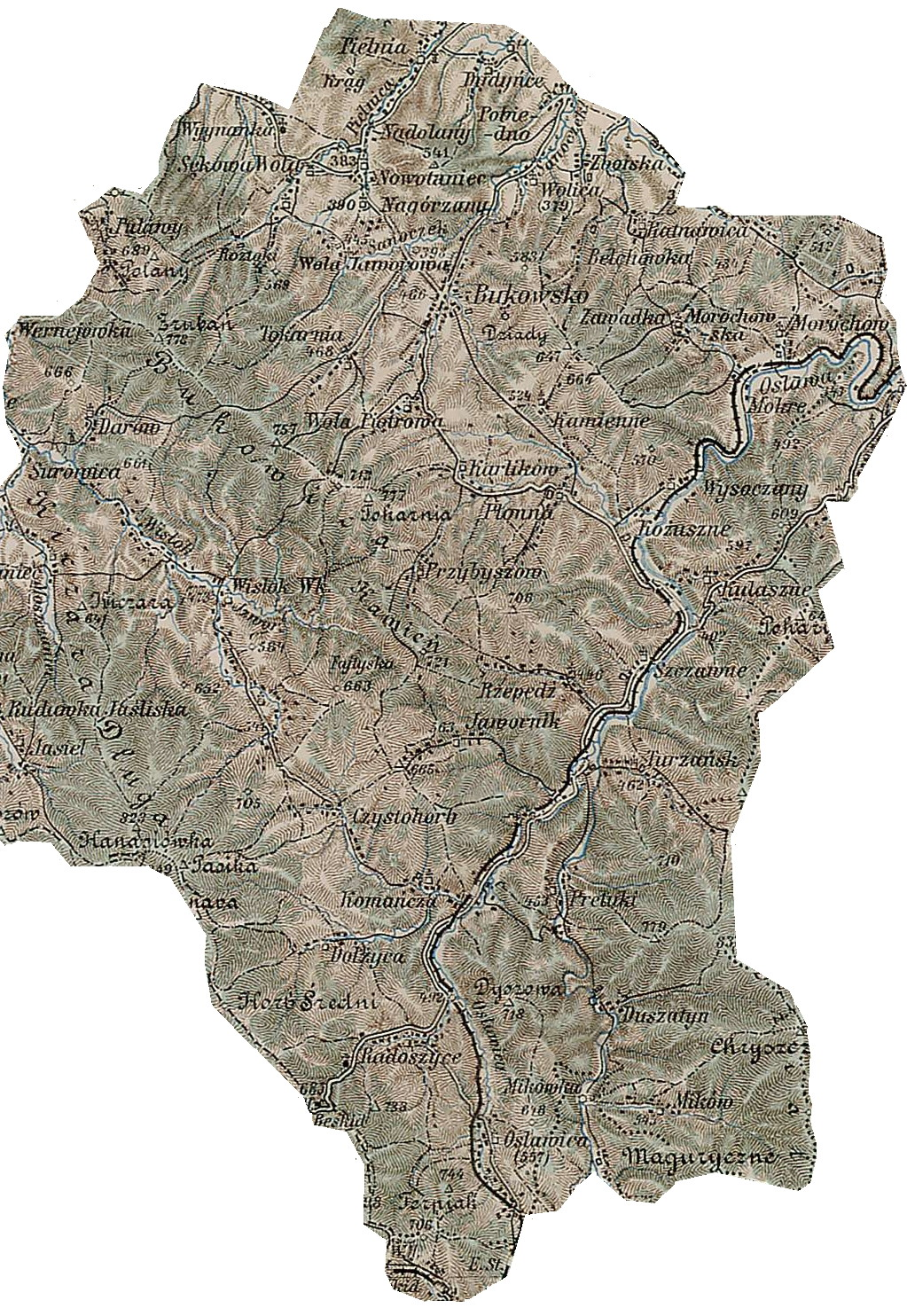
historyczny zasięg parafii w Nowotańcu : Nowotaniec, Nadolany, Wygnanka, Nagórzany, Pielnia, Bukowsko wieś i miasteczko, Bełchówka, Kamienne, Karlików, Płonna, Przybyszów, Wisłok, Moszczaniec, Darów, Puławy, Wola Sękowa, Wola Jaworowa, Radoszyce, Wolica.

Parafia św. Mikołaja w Nowotańcu – parafia rzymskokatolicka w dekanacie Sanok I, w archidiecezji przemyskiej.

## Historia
Pierwsza wzmianka o kościele w Nowotańcu pochodzi z 1424 roku, prawdopodobnie z fundacji Mateusza ze Zboisk. Po rozebraniu tego kościoła, w 1462 roku Jan Bal (zm. 1480) zbudował nowy drewniany kościół i uposażona została parafia. W 1468 roku za zgodą bpa Piotra Chrząstkowskiego do parafii przyłączono Bukowsko. W 1668 roku do parafii należały miejscowości: Nowotaniec, Nagórzany (Zagórzany), Nadolany, Wygnanka, Pielnia, Bukowsko wieś i miasteczko, Bełchówka, Kamienne, Karlików, Płonna, Przybyszów, Wisłok, Moszczaniec, Darów, Puławy, Wola Sękowa, Wola Jaworowa, Radoszyce, Wolica.
W latach 1558–1613 kościół był przez Hieronima Stano zamieniony na zbór kalwiński. W 1717 roku wieś została sprzedana Józefowi Bukowskiemu. W 1714 roku kościół został zniszczony podczas pożaru. W następnych latach zbudowano obecny murowany kościół, z fundacji Józefa Bukowskiego, który w 1745 roku konsekrował bp Wacław Hieronim Sierakowski.
Na terenie parafii jest 1560 wiernych (w tym: Nowotaniec – 400, Nadolany – 620, Nagórzany – 300, Wola Sękowa – 220, Pielnia część – 20).

## Dane statystyczne
| Zestawienie za rok 2006:       | Razem |
| ------------------------------ | ----- |
| liczba ochrzczonych            | 19    |
| liczba dzieci do I Komunii św. | 27    |
| liczba bierzmowanych           | 21    |
| liczba ślubów                  | 15    |
| liczba zgonów                  | 18    |

## Spis proboszczów parafii Nowotaniec
| Servis parochorum loci:       | Anno                                        |
| ----------------------------- | ------------------------------------------- |
| Petrus, Plebanus de Lobentanz | 1424-                                       |
| Stefan                        | 1444-1468                                   |
| Stanisław                     | 1488-1492                                   |
| Nałęcz Jakub                  | -1492                                       |
| Stanisław                     | -1492                                       |
| Albert                        | 1497-1519                                   |
| Jan                           | -1508                                       |
| Węgrzynowski Sebastian        | 1525-1530                                   |
| Demkowski Michał              | -1530                                       |
| Maciej                        | 1530                                        |
| Andrzej                       | 1534                                        |
| Kasper                        | 1537-1538                                   |
| Kasper z Sanoka               | 1551-28.IV 1558                             |
| Stano Andrzej                 | 28.IV.1558-23.XI.1558                       |
| Bartoszewicz, Wawrzyniec      | -1558                                       |
| Jan z Nowego Miasta           | - 23.XI.1558                                |
| Leonard z Uścia               | -1559                                       |
| Maystroga Adam                | 30.X.1613-12.VII.1624                       |
| Lisznicki Marcin              | -27.I.1631                                  |
| Wesołowski Albert             | 26.III.1621-1624                            |
| Jedliński Piotr               | 1641-16.XI.1646                             |
| Kozłowski Wojciech            | 23.I.1646-                                  |
| Rosomski Szymon               | 16.XI.1646-22.I.1653                        |
| Nosowicz Chryzostom           | - 1646                                      |
| Węgnomski Konstanty           | 10.III.1653-4.VIII.1660                     |
| Ossowski Jan                  | 1658                                        |
| Swiejkowski Adam              | 4.VIII.1660-29.III.1671                     |
| Wróblewski Stanisław          | 7.VIII.1671-17.X.1688                       |
| Szajnowa Jan                  | 1690                                        |
| Kuźniarski Tomasz             | 1699-                                       |
| Kozicki                       | 28.I.1704                                   |
| Wójcicki                      | -1711                                       |
| Goźliński Franciszek          | 1713-                                       |
| Silarski Andrzej              | 31.VIII.1714-+25.VIII.1721                  |
| Jagielski Wojciech            | 25.VIII.1721-+20.II.1736                    |
| Gruszczyński Józef            | 16.XII.1734-14.X.1748                       |
| Bieńkowski Stanisław          | 30.V.1738                                   |
| Bieńkowski Stanisław          | 13.XI.1748-1755                             |
| Szajnowski Józef              | 25.V.1753-22.IX.1756                        |
| Arzechowski Wojciech          | 22.XII.1756-31.VII.1772                     |
| Ćwiękalski Józef              | 31.VII.1772                                 |
| Dunin-Rzuchowski Franciszek   | 1786-1805                                   |
| Kędzierski Sebastian          | 1786-1789                                   |
| Suchodolski Wiesław           | 1790-1791                                   |
| Gajewicz Jan Kanty            | 1805-1821                                   |
| ks. Sebastian Bardziński      | 1821                                        |
| Lipiński Daniel Karol         | 1822-1837                                   |
| ks. Karol Fischer             | 1838-1840                                   |
| ks. Jan Mazankiewicz          | 1841-1877                                   |
| ks. Jan Kędra                 | -1887                                       |
| ks. Wincenty Ryniak           | 1877-1906                                   |
| ks. Franciszek Tenczar        | -1906                                       |
| ks. Wojciech Dobrowolski      | 1906-1928                                   |
| ks. Franciszek Majewski       | -1928 (administrator excuriendo z Bukowska) |
| ks. Tomasz Murdza             | 1928-1932                                   |
| ks. Józef Kruszek             | 1932-1946                                   |
| ks. Andrzej Czyż              | 1946-1947                                   |
| ks. Alfred Solarski           | -1946                                       |
| ks. Józef Jakiela             | 1947-1959                                   |
| ks. Kazimierz Ostapiński      | 1959-1961                                   |
| ks. Piotr Szkolnicki          | 1961–1966                                   |
| ks. Michał Motyl              | 1961–1962                                   |
| ks. Aleksander Brelcz         | -1962                                       |
| ks. Edward Franuszkiewicz     | 1964-                                       |
| ks. Stanisław Adamiak         | 1966-                                       |
| ks. Stanisław Wawrzkowski     | 1966-                                       |
| ks. Władysław Nowosiad        | 1967–1974                                   |
| ks. Władysław Pawełek         | 1974–1995                                   |
| ks. Marian Martowicz          | 1995–2025                                   |
| ks. Janusz Zagól              | od 2025                                     |

## Grupy parafialne
Żywy Różaniec, Oaza Rodzin, Ministranci grupa powołaniowa.

## Komendarze
| Komendarze:             | Anno            |
| ----------------------- | --------------- |
| Stanisław               | -1492           |
| Jan                     | 1508            |
| Maciej                  | 1530            |
| Bartoszewicz Wawrzyniec | -1558           |
| Rosomski Szymon         | 1646 XI 16-1647 |
| Nosowicz Chryzostom     | 1646            |
| Ossowski Jan            | -1658           |
| Goźliński Franciszek    | 1713            |

## Osoby związane z parafią
- Michał Bal, bernardyn zm. 1496
- Anastazy Pankiewicz, bernardyn, ochrzczony w parafii, zm. 1942
- Eugeniusz Tomaszewski, profesor dogmatyki, zm. 1978
- Robert Gierlach – śpiewak operowy (bas-baryton) ur. 1969 w Sanoku, jeden z najsławniejszych polskich śpiewaków operowych[7].

## Odpusty
- 26 lipca na dzień św. Anny i Joachima
- historyczne
  - w pierwszą niedzielę października w święto Matki Boskiej Różańcowej
  - 6 grudnia na dzień św. Mikołaja

## Liczebność parafii
- 1589 – do parafii należało ok. 900 wiernych.
- 1797 – parafia liczyła 1235 wiernych.
- 1888 – parafia Nowotaniec liczyła 1960 rzymskich katolików i 156 grekokatolików.
- 1898 – parafia liczyła 2340 rzymskich katolików, na terenie parafii mieszkało w tym czasie 400 Żydów należących do kahału nowotanieckiego.
- 2002 – parafia liczyła 1200 wiernych.
- 2008 – parafia liczyła około 1600 wiernych.